# Pol Sud
El pol Sud, conegut també com a pol Sud geogràfic o pol Sud terrestre, és un dels dos punts on l'eix de rotació terrestre encreua la superfície. És el punt més austral de la superfície de la Terra i correspon al costat oposat del pol Nord. Està situat al continent de l'Antàrtida, al lloc on es troba l'estació Amundsen-Scott, que es va establir el 1956 i ha estat permanentment habitada des d'aquell any. El pol Sud geogràfic no s'ha de confondre amb el pol Sud magnètic.
A més, hi ha altres definicions relacionades al Pol Sud:
- El pol Sud geogràfic, també conegut com el sud verdader, és el punt més al sud definit com el punt de la superfície terrestre en el qual creua l'eix de rotació de la Terra.
- El pol Sud magnètic és el punt del sud en el qual el camp magnètic terrestre apunta verticalment.
- El pol Sud geomagnètic és el pol del camp geomagnètic terrestre més proper al sud verdader.
- El pol Sud d'inaccessibilitat es defineix com el punt de l'Antàrtida més llunyà de la costa, i es troba a 85° 50′ S, 65° 47′ E.

Per a la navegació, el pol Sud s'aproximava antigament a base de la posició de les estreles, segons el pol Sud celeste, que en la nostra era té una identificació més difícil que el Pol Nord celeste.

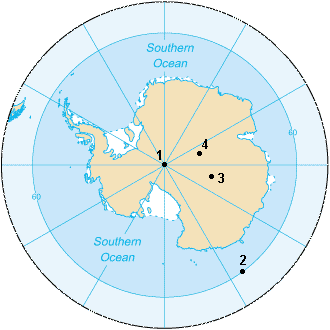
1. El pol Sud geogràfic;
2. El pol Sud magnètic;
3. El pol Sud geomagnètic;
4. El pol Sud d'inaccessibilitat

## Geografia

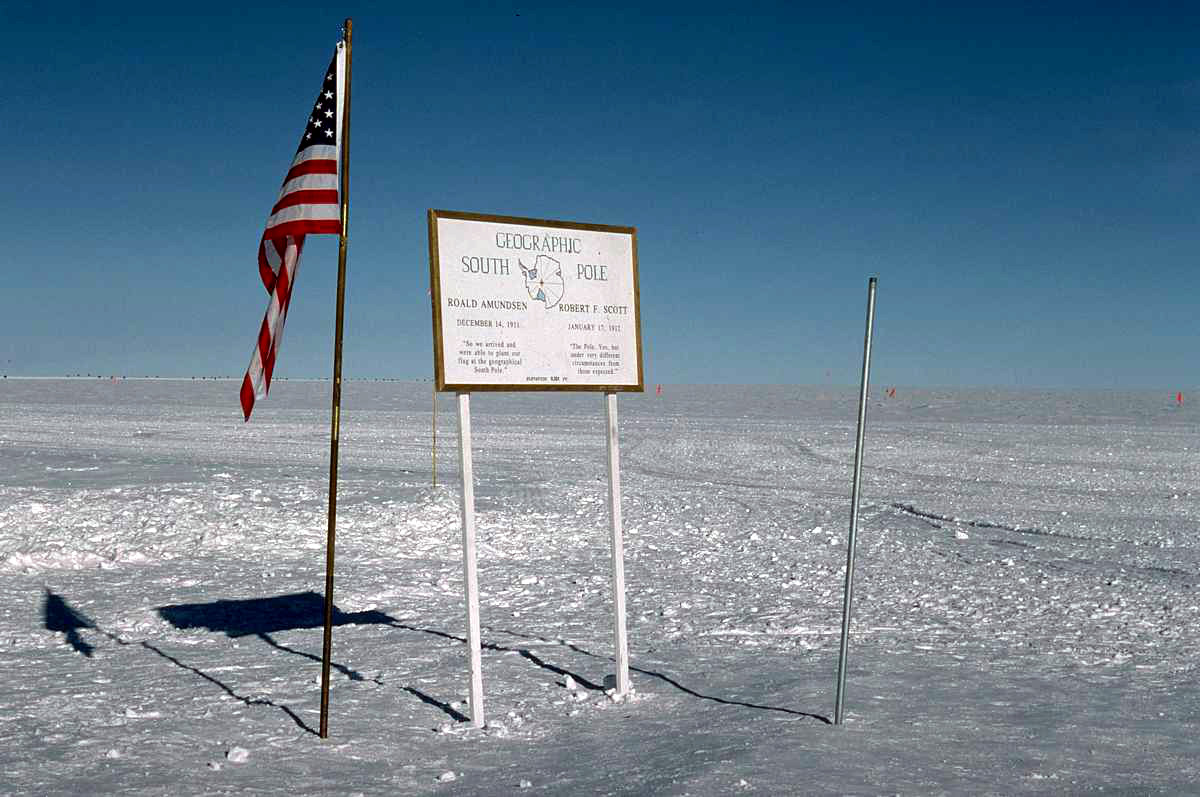
El pol Sud geogràfic

Les coordenades geogràfiques del pol Sud es representen com 90° S, ja que la seva longitud és irrellevant si bé sovint s'expressa com a 0° O. Al pol Sud totes les direccions miren cap al nord. Per aquesta raó, les direccions al pol es donen relatives a la "quadrícula nord", que apunta cap al nord al llarg del Meridià de Greenwich.
El pol Sud geogràfic està localitzat al continent de l'Antàrtida (encara que això no ha estat així sempre a causa de la deriva dels continents). Està sobre un planell glacial, monòton i castigat pel vent, a una altitud de 2.835 metres, a uns 1.300 km de la costa més propera a l'estret McMurdo. El gel al pol té un gruix estimat de 2.700, així la superfície de la terra sota la capa de gel és quasi al nivell del mar.
La capa de gel polar es mou a una velocitat aproximada de 10 metres per any en una direcció entre 37° i 40° cap a l'oest de la quadrícula nord, cap al Mar de Weddell. Per això, la posició de l'estació i d'altres elements artificials relatius al pol geogràfic es mouen gradualment.
El pol Sud geogràfic està identificat per una fita i un senyal a la banquisa, que són recol·locats anualment per cap d'any per compensar el moviment del gel. El senyal enregistra les dates d'arribada de Roald Amundsen (Expedició Amundsen) i Robert Falcon Scott (Expedició Terra Nova) seguit per una curta biografia de cada home. També mostra l'elevació fixada en 2.835 metres.

### El pol Sud cerimonial

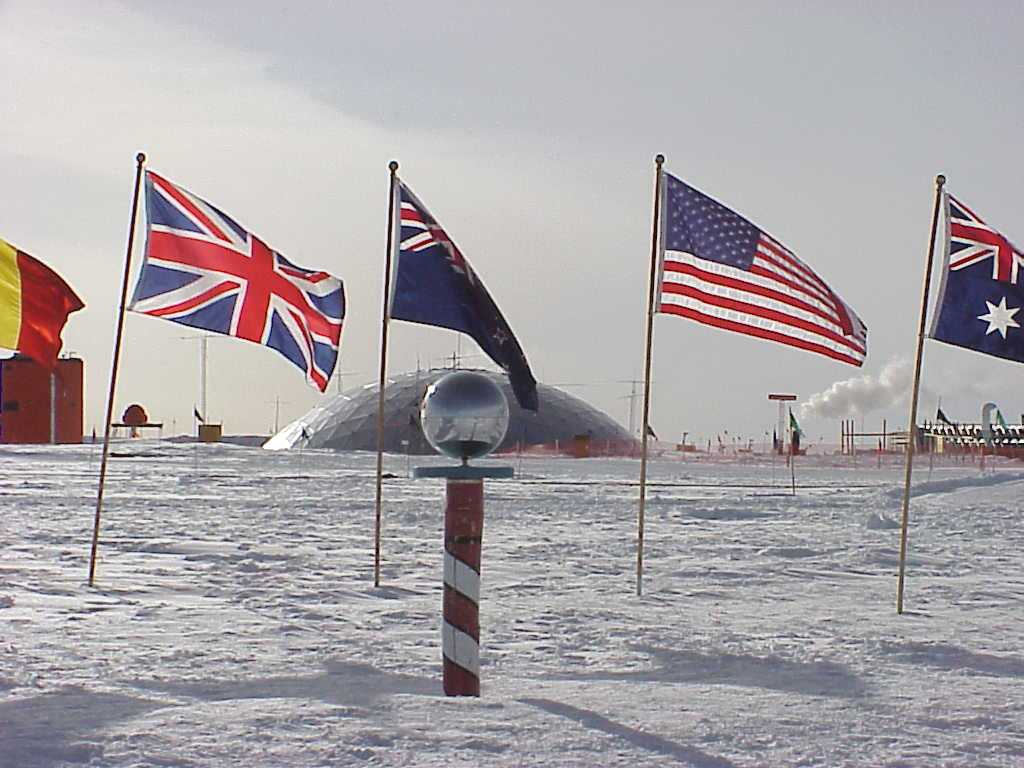
El pol Sud cerimonial: Banderes de firmants del Tractat Antàrtic

El pol Sud cerimonial és una àrea de l'estació Amundsen-Scott reservada per a prendre fotos i organitzar actes relatius al pol Sud. Consisteix en una esfera metàl·lica sobre un peu, rodejat de banderes dels països que van ratificar el Tractat Antàrtic. Està localitzat a pocs metres del pol Sud geogràfic, que està marcat únicament amb un senyal i una estaca. Degut al fet que la capa de gel es mou 10 metres per any, l'estaca es canvia de lloc anualment per cap d'any.

### El pol Sud magnètic

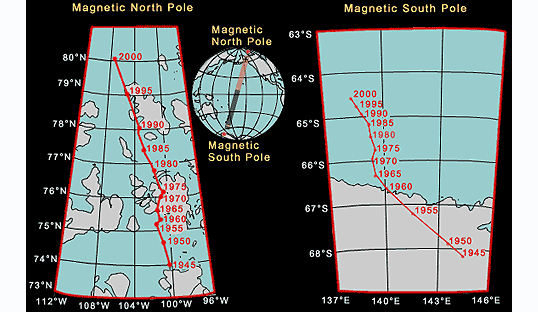
Situació dels pols Nord i Sud magnètics

El pol Sud Magnètic es defineix com el lloc on el camp magnètic del planeta és perpendicular a la superfície, i és un lloc molt proper al pol Sud geomagnètic i al pol Sud geogràfic, encara que en un sentit estrictament magnètic és un pol Nord, cap on apunta el pol Sud d'una brúixola.
L'any 2010, el pol Sud magnètic terrestre estava ubicat a 64° 25′ S, 137° 20′ E / 64.417°S,137.333°E, encara que varia constantment i, fins i tot, pot desplaçar-se fins a l'altre pol, intercanviant la posició amb el Pol Nord Magnètic, circumstància que s'ha donat en nombroses ocasions en la història terrestre a conseqüència de les propietats del camp magnètic terrestre.
Per raons històriques, l'extrem d'un imant que apunta cap al Pol Nord de la terra és el "Pol Nord" de l'imant, i l'altre extrem n'és el "pol Sud". Com que els pols iguals no s'atrauen, el pol Nord magnètic és, de fet, un pol sud magnètic, i el pol Sud magnètic és, de fet, un pol Nord magnètic.
El 9 de gener de 1909, tres homes, Douglas Mawson, Edgeworth David i Alistair Mackay, de l'expedició Nimrod dirigida per Sir Ernest Shackleton, van assegurar haver arribat al pol Sud Magnètic No obstant això, hi ha dubtes de si la seva localització fou la correcta.

### El pol Sud geomagnètic
El camp geomagnètic terrestre pot ser aproximat per un dipol inclinat, posicionat al centre de la Terra. El pol Sud geomagnètic és el punt on l'eix d'aquest dipol instersecta amb la superfície de la Terra a l'hemisferi sud. L'any 2010 es va calcular que estava localitzat a 80° 05′ S, 107° 47′ E / 80.083°S,107.783°E, prop de l'estació Vostok. Com que el camp no és un dipol exacte, el pol Sud geomagnètic canvia de posició per la mateixa raó que ho fa el magnètic.

### El pol Sud d'inaccessibilitat

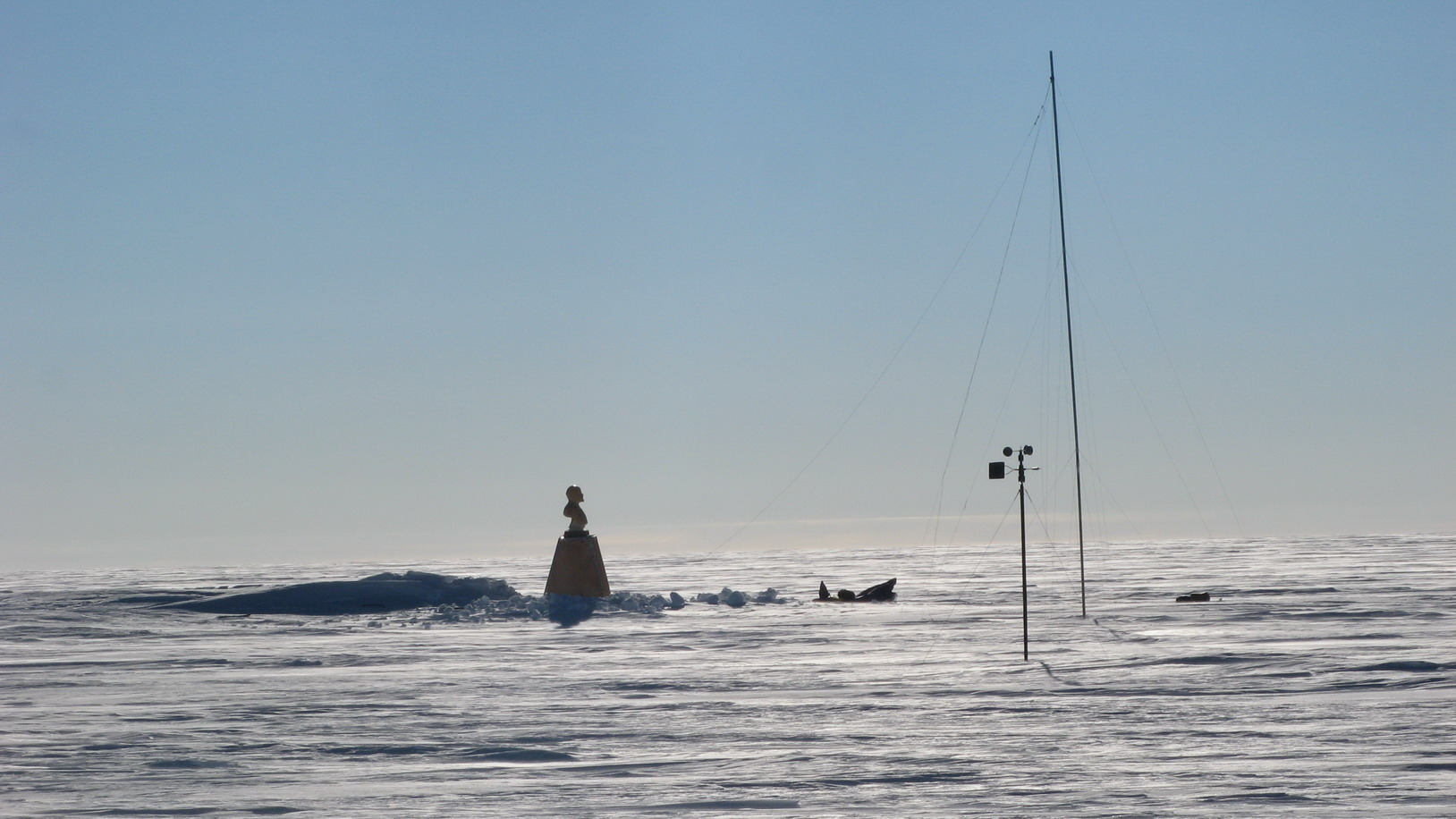
L'antiga estació soviètica, en la visita de 19 de gener de 2007.

El pol Sud d'inaccessibilitat és el punt del continent antàrtic que és més lluny de l'oceà Antàrtic i més difícil d'accedir-hi.
Està situat a 85° 50′ S, 65° 47′ E / 85.833°S,65.783°E, a uns 878 km del pol Sud. La primera expedició que hi va arribar va ser la 3a Expedició Soviètica Antàrtica, el 14 de desembre de 1958, dirigida per Yevgeny Tolstikov. Van establir-hi una base temporal, la base Polyus Nedostupnosti. De camí al Pol (a les coordenades 78° 24′ S, 87° 32′ E / 78.400°S,87.533°E), van establir una altra estació, la Sovetskaya, que va existir entre el 16 de febrer de 1958 i el 3 de gener de 1959.
El pol Sud d'inaccessibilitat és més remot i complicat d'accedir que el pol Sud geogràfic. Al pol Sud d'inaccessibilitat va arribar una expedició americana, alguns anys després de l'expedició soviètica. Entre altres missions, varen cartografiar el continent. Els acompanyava Edgard Picciotto, un investigador belga de la universitat lliure de Brussel·les. El 1967 arribava una altra missió soviètica.
El 14 de desembre de 2005, Ramón Larramendi, Juan Manuel Viu i Ignacio Oficialdegui de l'Expedició transantàrtica espanyola van passar pel punt determinat pel British Antarctic Survey amb l'ajuda d'un trineu tirat per una milotxa.
El 4 de desembre de 2006, el Team N2i (Equip N2i), una expedició anglo-canadenca es va embarcar en arribar-hi sense assistència mecànica a l'estació soviètica. L'equip va aconseguir el seu repte quan van acomplir l'expedició el 20 de gener de 2007 i varen trobar l'estàtua de Lénin deixada per l'expedició soviètica perfectament conservada.

## Exploració

### Pre-1900
La geografia bàsica del línia de costa antàrtica no va ser perfilada fins a la meitat del segle xix. L'oficial de marina americà Charles Wilkes va declarar que l'Antàrtida era un nou continent basant-se en la seva exploració de 1839-1840, mentre James Clark Ross, a la seva expedició de 1839-1843, esperava que podria arribar navegant fins al pol Sud.

### 1900-1950

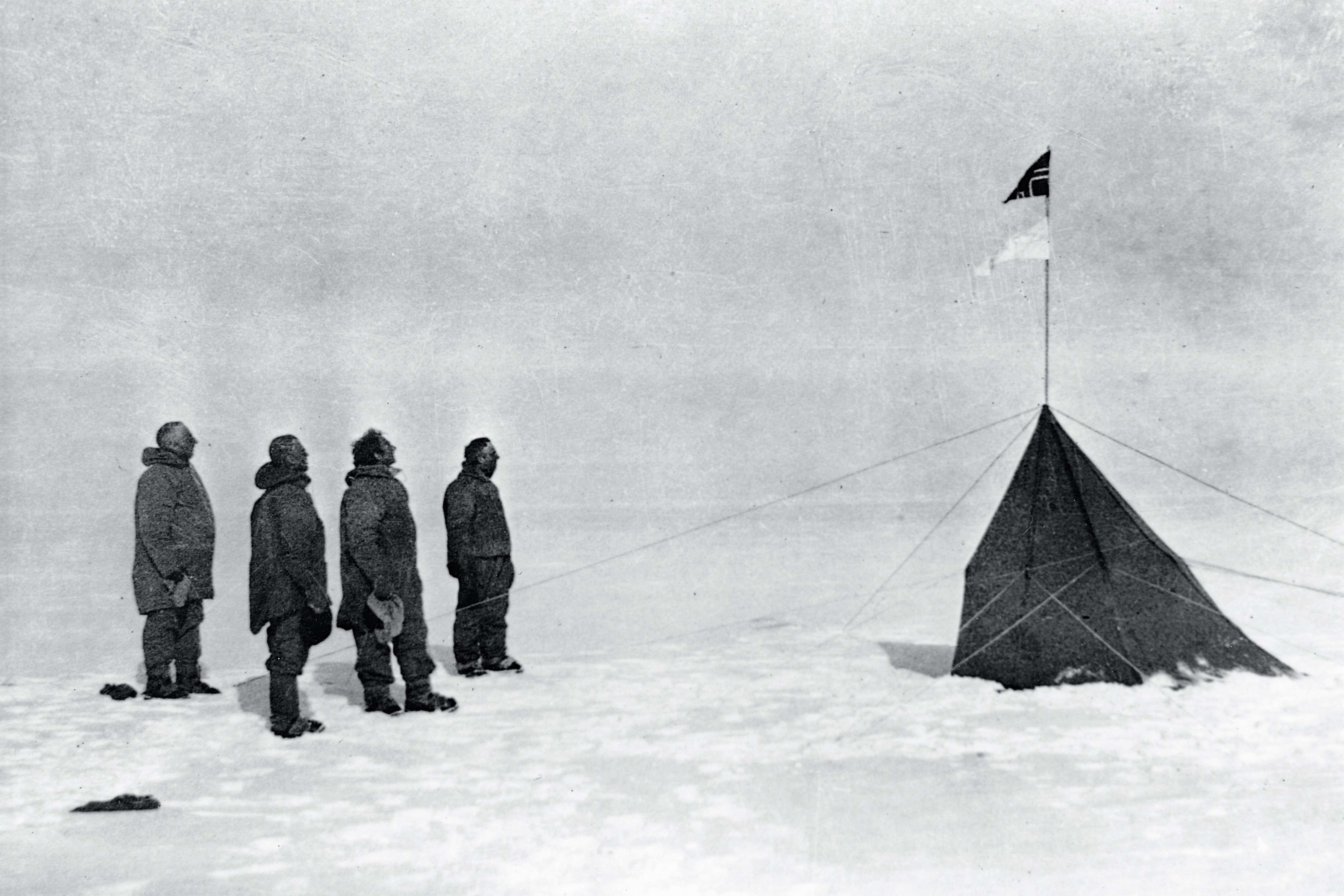
L'Expedició Amundsen al pol Sud, desembre de 1911. D'esquerra a dreta: Amundsen, Hanssen, Hassel i Wisting (foto feta pel cinquè membre, Bjaaland).

El primer intent de trobar una ruta des de la línia de costa antàrtica al pol Sud va ser feta per l'explorador britànic Robert Falcon Scott en l'Expedició Discovery de 1901-1904. Scott, acompanyat per Ernest Shackleton i Edward Wilson, varen partir amb el propòsit d'arribar al punt més austral possible i, el 31 de desembre de 1902, varen arribar els 82° 16′ S. Shackleton més tard va retornar a l'Antàrtida com a líder de l'expedició Nimrod en un intent d'arribar al pol. El 9 de gener de 1909, amb tres companys, arribava a 88° 23′ S – a 180 km del pol abans de veure's forçat a tornar enrere.
Els primers humans a arribar al pol Sud geogràfic varen ser el noruec Roald Amundsen i el seu equip el 14 de desembre de 1911 (vegeu Expedició Amundsen). Amundsen va anomenar Polheim al seu camp i al pla que envolta el pol el va batejar com a Plataforma del Rei Haakon VII, en honor del rei de Noruega. Robert Falcon Scott havia retornat a l'Antàrtida amb una segona expedició, l'expedició Terra Nova, fent d'aquesta expedició una cursa contra Amundsen per conquerir el pol. Scott i quatre dels seus homes van arribar al pol Sud el 17 de gener de 1912, trenta-quatre dies després d'Amundsen. Al viatge de retorn, Scott i el seu equip varen morir de fam i fred.
El 1914 l'expedició Endurance d'Ernest Shackleton va començar amb l'objectiu de travessar l'Antàrtida via pol Sud, però el seu vaixell, l'Endurance, va quedar atrapat a la banquisa enfonsant-se 11 mesos més tard. La travessia terrestre mai no es va fer.
Per via aèria, l'almirall dels EUA Richard Evelyn Byrd, amb l'ajuda del seu primer pilot Bernt Balchen, fou la primera persona a sobrevolar el pol Sud el 29 de novembre de 1929.

### 1950-avui

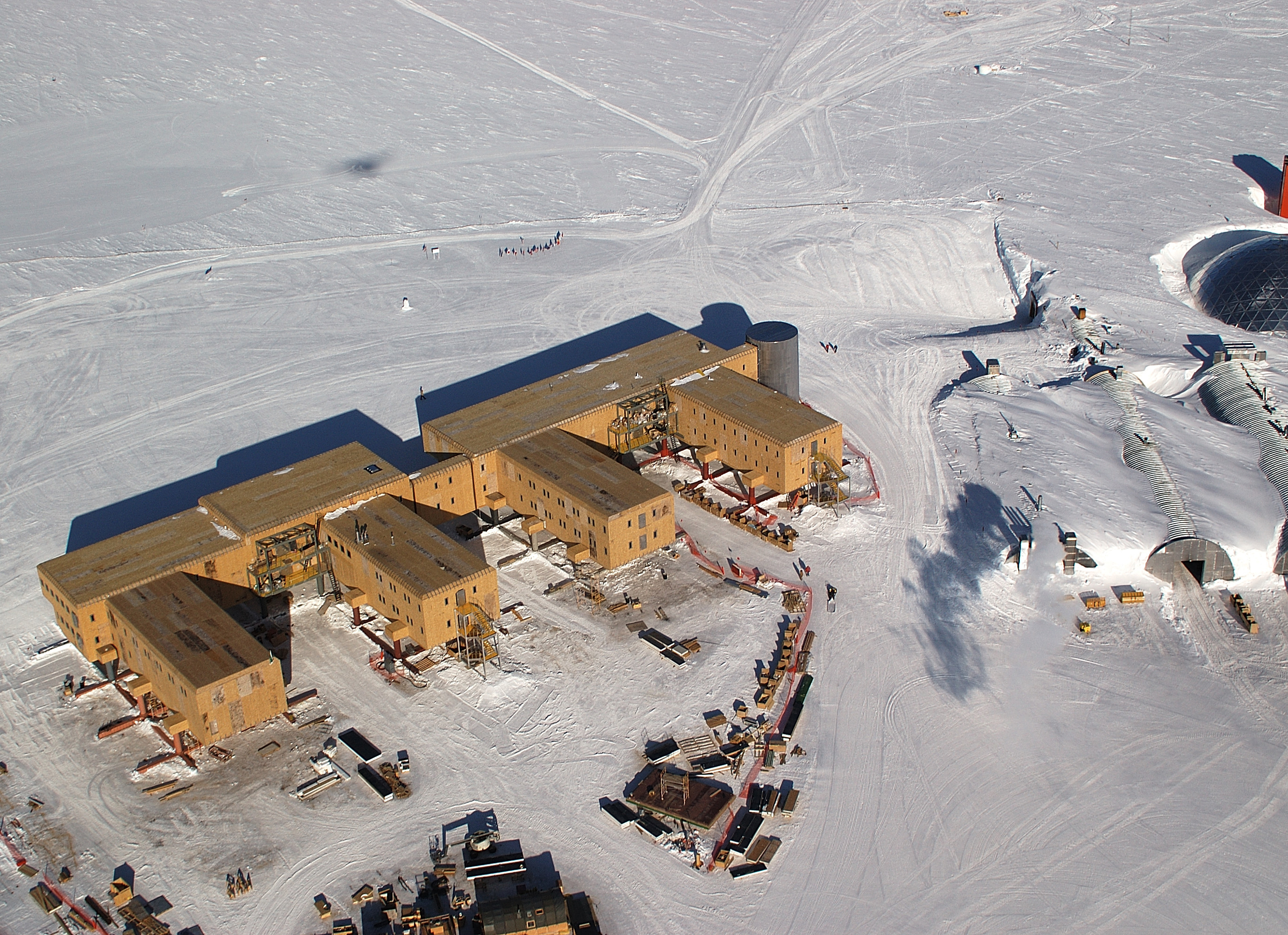
Estació Amundsen-Scott. Els edificis estan elevats per evitar la concentració de neu.

No va ser fins al 31 d'octubre de 1956 que l'ésser humà va tornar al pol Sud, quan un equip liderat per l'almirall George J. Dufek de l'armada dels EUA aterrava amb una aeronau R4D-5L Skytrain (C-47 Skytrain). L'estació Amundsen-Scott va ser construïda via aèria entre 1956–1957 per l'Any Geofísic Internacional i ha continuat rebent personal científic i de suport, de forma continuada.
Després d'Amundsen i Scott, els següents exploradors a arribar al pol Sud per via terrestre (per bé que amb cert suport aeri) varen ser Edmund Hillary (4 de gener de 1958) i Vivian Fuchs (19 de gener de 1958) amb els seus equips, dins de l'expedició Commonwealth Trans-Antarctic. Posteriorment hi ha hagut moltes altres expedicions per terra al pol Sud, incloent-hi com ara la d'Antero Havola, Albert Crary i Fiennes.
En 30 de desembre 1989, Arved Fuchs i Reinhold Messner varen ser els primers a arribar al pol Sud sense ajuda animal ni motoritzada, utilitzant només esquís i l'ajuda del vent.
El viatge a peu més ràpid al pol Sud geogràfic des de l'oceà va ser de 33 dies des d'Hercules Inlet i es va fer el 2009 pels aventurers canadencs Ray Zahab, Richard Weber i Kevin Vallely, que varen batre el record aconseguit només un mes abans per l'americà Todd Carmichael de 39 dies i set hores.

#### Expedició Pol Sud sense Límits
El 20 de gener de 2009, l'expedició catalana "Pol Sud sense Límits" va arribar al pol Sud. Era la primera vegada a la història, que un grup de persones amb discapacitats físiques, intentava i aconseguia arribar al pol Sud, avançant pels seus propis mitjans. Durant tres setmanes varen recórrer a peu 250 quilòmetres entre Patriot Hills i el pol Sud sense cap mena d'ajuda externa, arrossegant un trineu de 80 kg, a 3.000 metres d'altura, i amb vents de fins a 300 km/h.
L'expedició estava formada per Jesús Noriega, un madrileny a qui li falta una mà de naixement, Eric Villalón, deficient visual, i Xavier Vallbuena, amputat femoral. Els acompanyaven el guia Ignacio Oficialdegui i Ramon Larramendi, responsable de logistica.
L'objectiu principal fou demostrar la capacitat dels discapacitats, que els límits no els imposa el físic; els límits són a la nostra ment i, per tant, superar-los està al nostre abast.
Més enllà del component d'aventura i d'esport, Pol Sud sense Límits incorporava un repte científic, ja que s'emmarcava dins de l'Any Polar Internacional, un ambiciós programa d'investigació de les regions polars gestionat i dirigit per la biòloga Montse García, juntament amb el científic i professor del ICM-CSIC Josep-Maria Gili.
La pel·lícula documental "Planeta Blanc" del director Aymar del Amo, recull l'evolució, capacitats i conquesta, d'aquesta expedició.

#### Pol Sud en solitari d'un català
El 4 de gener de 2012, Albert Bosch va arribar al Pol Sud, després de 66 dies i 1.200 quilòmetres de travessa. Bosch, un esportista aventurer fascinat pels grans reptes, va realitzar quasi tot el trajecte en solitari després de l'abandonament del seu company Carles Gel per culpa d'una lesió. A la seva travessia, a més d'haver d'esperar per a l'evacuació de Carles Gel, va suportar 13 dies de forta tempesta i realitzar un sobreesforç per a carregar deu quilos més de pes després de l'abandonament del seu company de viatge, un material imprescindible per finalitzar el viatge.
La travessia de l'Antàrtida fins a arribar al Pol, es va fer sense cap tipus d'assistència externa i sense cap mena de mitjà de transport, només desplaçant-se en esquís i arrossegant la càrrega de 130 kg en un trineu suportant temperatures d'entre -5 °C i -42 °C.

## Flora i fauna
A causa del clima excepcionalment dur, no hi ha cap planta nativa ni animals al pol Sud. Ocasionalment, s'han vist estercoràrids algun cop a la zona. El 2000 es varen detectar microbis vivint al gel del pol Sud, encara que els científics creuen improbable hagin evolucionat a l'Antàrtida.

## Clima
Durant l'hivern austral, el pol Sud no rep llum solar. A l'estiu, el sol està damunt l'horitzó de forma permanent, si bé a poca alçada. Bona part de la radiació solar que arriba a la superfície és reflectida per la neu blanca. Aquesta manca d'escalfor del sol, combinat amb l'altitud (sobre 2.800 metres), comporta que el pol Sud tingui un dels climes més freds de la Terra (tot i no ser el més fred, car el record ho té la regió pròxima a l'estació Vostok, també a l'Antàrtida i ubicada a una alçada superior). Les temperatures al pol Sud són molt més baixes que al Pol Nord, principalment perquè el pol Sud té una altitud superior i està al mig d'una massa de terra continental, mentre que el Pol Nord està a nivell del mar al mig d'un oceà (que actua com a dipòsit de calor).
Al mig de l'estiu, quan el sol arriba a la seva màxima elevació d'aproximadament 23,5°, les temperatures al pol Sud arriben de mitjana al voltant dels -25 °C. A la sortida (finals de setembre) i posta de sol (finals de març) “semestral” les temperatures baixen fins al 45 °C. Al centre de l'hivern, les temperatura s'estabilitzen al voltant dels 65 °C. La temperatura més alta mai enregistrada a l'estació Amundsen-Scott ha estat de 13.6 °C (27 de desembre de 1978), i la més baixa ha estat de 82.8 °C (23 de juny de 1982) si bé la temperatura més baixa mai enregistrada a la terra va ser de 89.2 °C a l'estació Vostok el 21 de juliol de 1983.
El pol Sud té un clima desèrtic, no rebent gairebé mai precipitacions. La humitat aèria és prop de zero. Tanmateix, els forts vents poden provocar nevades, i acumulacions de neu de prop de 20 cm per any. La cúpula que hi ha al pol Sud acostuma a quedar parcialment enterrada a causa de les tempestes de neu, i cal netejar-ne l'accés regularment. Els edificis construïts més recentment s'alcen sobre xanques de manera que la neu no s'amuntegui contra ells.

### Mitjana de temperatures i precipitacions
Mitjana de temperatures mensuals i precipitacions (°C, mil·límetres) al pol Sud, (Antàrtida)
| Mes                           | Gen | Feb | Mar | Abr | Mai | Jun | Jul | Ago | Set | Oct | Nov | Des | Any |
| ----------------------------- | --- | --- | --- | --- | --- | --- | --- | --- | --- | --- | --- | --- | --- |
| Mitj. màx. °C                 | −25 | −37 | −50 | −52 | −53 | −55 | −55 | −55 | −55 | −47 | −36 | −26 | −45 |
| Mitj. mín. °C                 | −28 | −42 | −56 | −60 | −61 | −61 | −63 | −62 | −62 | −53 | −39 | −28 | −51 |
| Precipitacions (mil·límetres) | —   | —   | —   | —   | —   | —   | —   | —   | —   | —   | —   | —   | 2,5 |

## Hora
En molts llocs de la Terra, l'hora local està més o menys sincronitzada amb la posició del sol al cel. Aquesta línia de raonament falla al pol Sud, que té 'dies' que duren un any sencer. Una altra manera de mirar-ho és fixar-se que tots els fusos horaris convergeixen al pol. A priori no hi ha raó per a assignar el pol Sud a un fus horari particular però, com a criteri pràctic, l'estació Amundsen-Scott fa servir l'horari de Nova Zelanda, ja que els vols americans de subministrament provenen de Christchurch, Nova Zelanda.

## Investigació al pol Sud
Del mig centenar de bases científiques que hi ha a l'Antàrtida, només l'estadounidense estació Amundsen-Scott es troba al pol Sud.
Durant l'estiu la població de l'estació d'unes 200 persones. La majoria del personal marxa a mitjan febrer, deixant unes 80 persones al càrrec de la instal·lació durant l'hivern, principalment personal de suport més uns quants científics, que mantenen funcionalment l'estació durant els mesos de la nit antàrtica. El personal d'hivern resta totalment aïllat entre mitjans de febrer i finals d'octubre. L'estació és completament autosuficient durant l'hivern, i està alimentada contínuament per tres generadors.
La investigació a l'estació inclou estudis de glaciologia, geofísica, meteorologia, física de l'atmosfera, astronomia, astrofísica, i biomedicina. La majoria dels científics treballen en experiments que aprofiten les condicions de baixa temperatura i baix contingut d'humitat de l'aire polar, combinat amb l'altitud superior als 2743 m, que provoca que l'aire sigui molt més transparent que en molts altres llocs, i els mesos de foscor permeten als equips sensibles funcionar constantment.
Hi ha un hivernacle petit a l'estació que produeix hortalissa i verdura en cultiu hidropònic, utilitzant només aigua i nutrient i cap terra. L'hivernacle és l'única font de fruita del temps i hortalissa durant l'hivern.
L'accés a dades de l'estació és proporcionat mitjançant el sistemes TDRS-F1, Marisat i GOES de la NASA i el sistema IRIDIUM de telefonia.

## Reclamacions Territorial
Vegeu Antàrtida - divisió política.

## Filmografia
- Sheen, Martin: "Arctic & Antarctic." Dorling Kindersley Ltd. i BBC Worldwide Americas, 1996.
- del Amo, Aymar: "Planeta Blanc" Zucre Films, 2013.